# Swakopmunder Buchhandlung

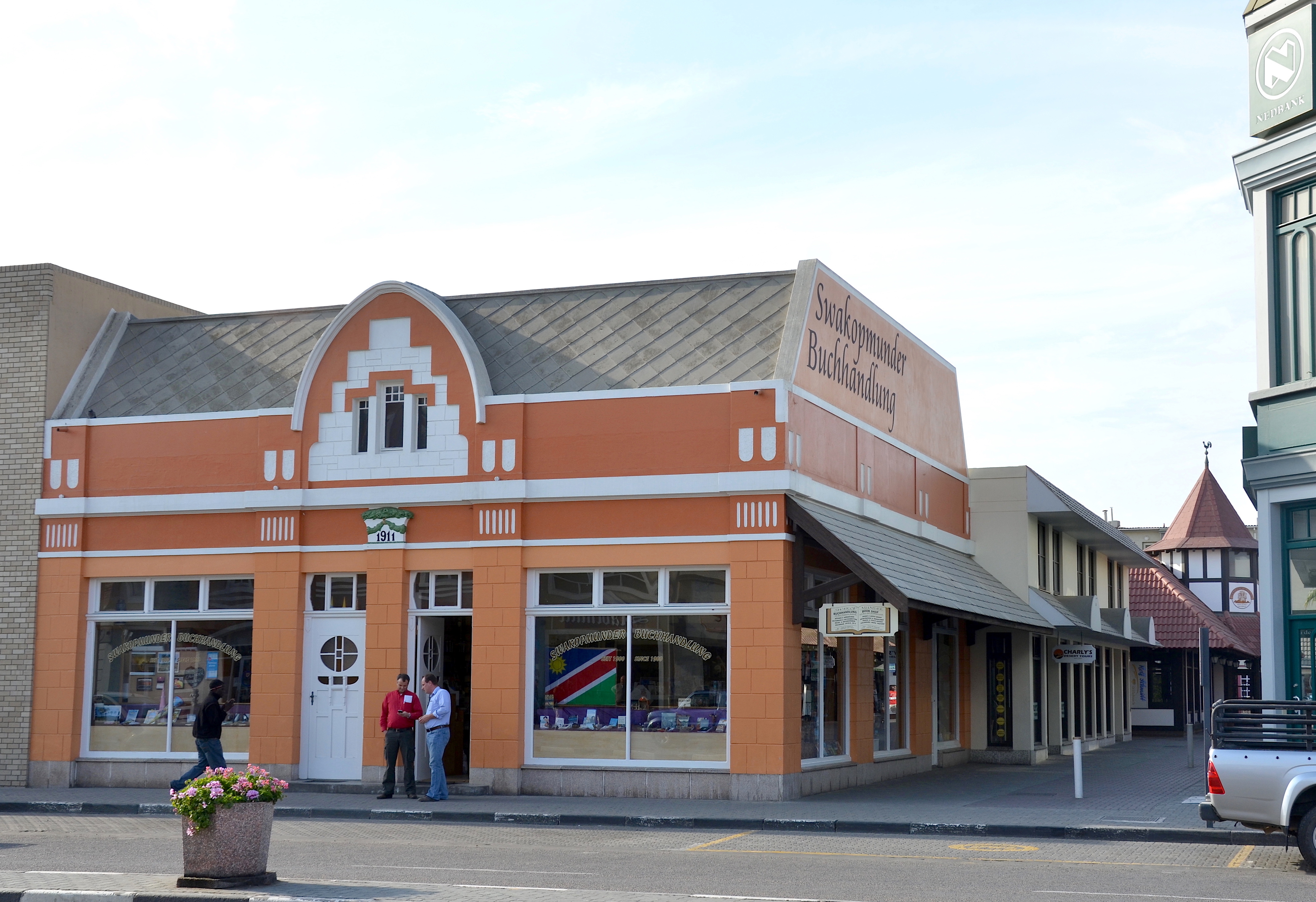
Swakopmunder Buchhandlung (2014)

Die Swakopmunder Buchhandlung ist eine Buchhandlung, ehemaliger Zeitungsverlag und Druckerei in der namibischen Küstenstadt Swakopmund. Sie wurde am 31. Januar 1900 von Emil Höhne gegründet. 1902 folgten Filialen in Windhoek, Keetmanshoop und Lüderitz.

## Geschichte
Die Buchhandlung war zu Zeiten Deutsch-Südwestafrikas bzw. Südwestafrikas Herausgeber zahlreicher Zeitungen, darunter der Deutsch-Südwestafrikanischen Zeitung (ab 1911), der Swakopmunder Zeitung (ab 1912) und der Keetmanshooper Zeitung (ab 1913). Mit Übernahme der Swakopmunder Zeitung ging die Buchhandlung an Heinrich Stolze und Hans Peters.
Mit Beginn des Ersten Weltkriegs erhielt die Buchhandlung von Gouverneur Theodor Seitz das Recht Notgeld (Seitz-Noten) zu drucken. Nach der Kapitulation wurden diese ab 1915 verboten, aber aufgrund von Bargeldmangel durfte die Buchhandlung offizielle Gutscheine als Währungsersatz herausgeben. 1923 musste die Buchhandlung schließen und Stolze kehrte nach Deutschland zurück. Ein Jahr später wurden die beiden bestehenden Filialen aufgeteilt. Die in Windhoek ging an John Meinert, während die Hauptfiliale in Swakopmund von Ferdinand Stich übernommen wurde. Dieser eröffnete unter anderem zwischenzeitlich Filialen in den südafrikanischen Städten Johannesburg und Kapstadt.
1967, nach dem Tod von Stich, erwarben Hans und Anka Delius die Buchhandlung. Ab 1998 war sie in Besitz von Anton von Wietersheim, dessen Sohn Joachim diese seit dem 1. März 2011 in zweiter Generation führt. Zu Ende August 2021 wurde die Buchhandlung an die Buchhandlung Die Muschel verkauft.

## Galerie

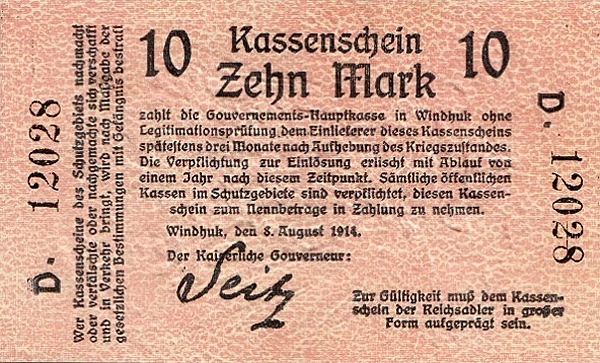
Seitz-Note (1914)
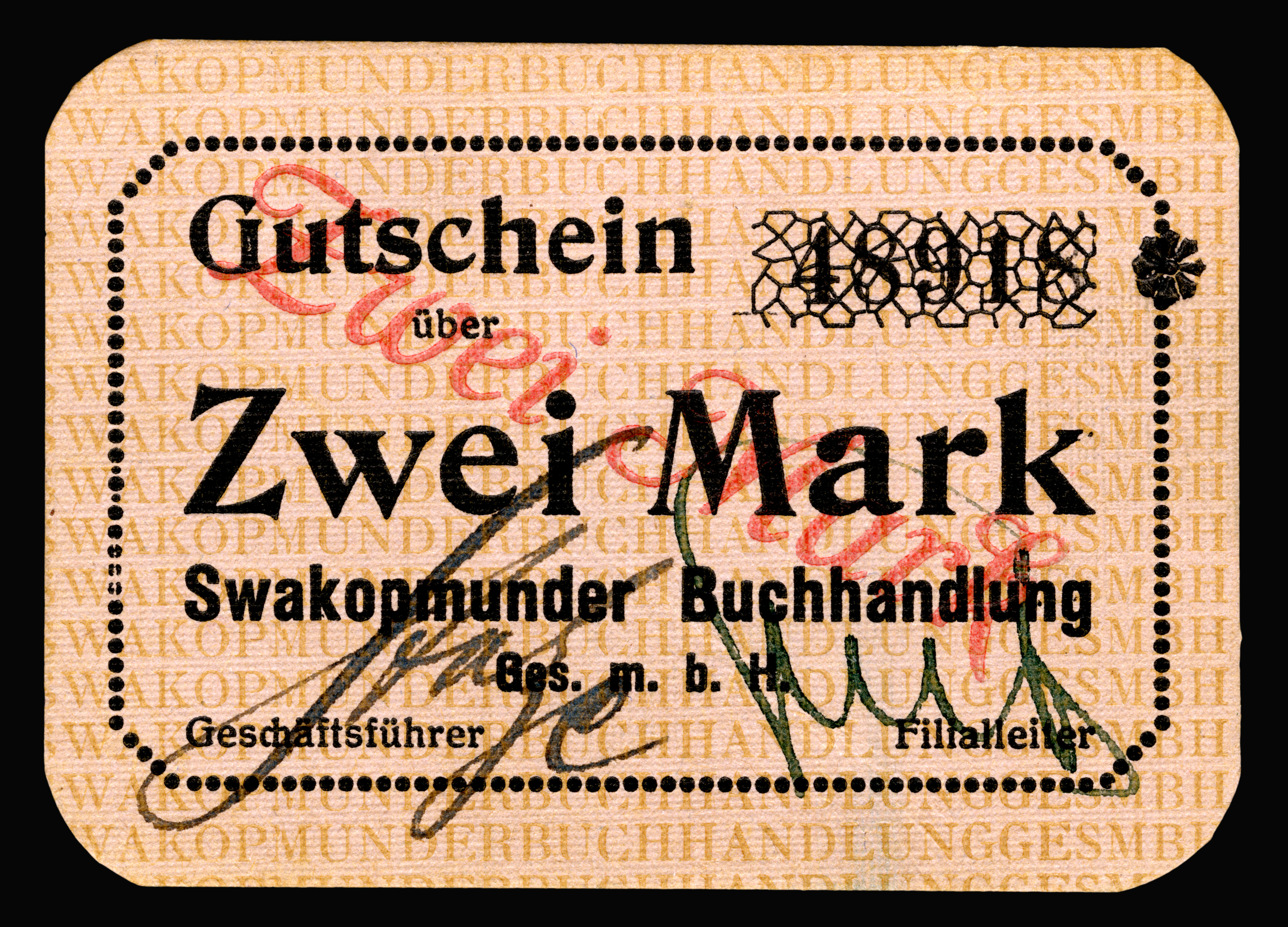
Währungsersatzgutschein (1916)